# Manca Marcelan
Manca Marcelan mag. psih., slovenska ritmična gimnastičarka, * 17. julij 1995, Ljubljana. 
Marcelanovi je leta 2008 Gimnastična zveza Slovenije podelila naziv najboljše gimnastičarke leta. 

## Uspehi v Sloveniji
- Ekipno prvo mesto 2010
- Mladinska prvakinja v skupnem seštevku 2009
- Ekipna državna prvakinka 2009
- Državna prvakinja z žogo 2009
- Državna prvakinja z žogo 2006
- Ekipna prvakinja 2006
- Državna prvakinja v skupini 2005

## Uspehi v tujini
- Alpe Adria (Italija), ekipno prvo mesto 2008
- Slovenian Challenge (Slovenija) 2008, skupno tretje mesto, 2. mesto z žogo, 3. mesto obroč
- MTM Narodni dom Ljubljana (Slovenija) 2008, 1. mesto
- Mednarodni turnir Nitra (Slovaška) 2008, 2. mesto
- Mednarodni turnir Mol (Belgija) 2008, 3. mesto
- Alpe Adria (Italija) 2007, ekipno 1. mesto
- Mednarodni turnir Brno (Češka) 2006, 1. mesto skupinske vaje
- MTM Narodni dom Ljubljana (Slovenija) 2006, 3. mesto
- Alpe Adria (Italij) 2006, ekipno 1. mesto
- Novoletni pokal Moste (Slovenija) 2005, 3. mesto
- Mednarodni turnir Udine (Italija) 2003, 1. mesto